# 波斯王子3D
《波斯王子3D》是一款由Red Orb Entertainment制作的动作冒险游戏。游戏于1999年在Windows发行。游戏后以《波斯王子：阿拉伯之夜》移植至Dreamcast。
游戏开始于王子和波斯苏丹访问苏丹的兄弟阿萨。不久，王子的護衛被殺，王子被囚于地牢，阿萨劫持苏丹。王子逃出地牢。
游戏收到混合评价。IGN给予PC版本8.2/10的分数。